# Campeonato Mundial de Atletismo de 2007 - 400 m com barreiras masculino
A competição dos 400 metros com barreiras masculino no Campeonato Mundial de Atletismo de 2007 foi realizada no Estádio Nagai, em Osaka, no Japão, entre os dias 25  a 28 de agosto de 2007.

## Recordes
Antes desta competição, os recordes mundiais e do campeonato nesta prova eram os seguintes:
| Tipo                  | Atleta      | Tempo | Local     | Data                 |
| --------------------- | ----------- | ----- | --------- | -------------------- |
|                       | Kevin Young | 46.78 | Barcelona | 6 de agosto de 1992  |
| Recorde do campeonato | Kevin Young | 47.18 | Stuttgart | 19 de agosto de 1993 |

## Medalhistas
| Ouro                 | Prata               | Bronze             |
| Kerron Clement (USA) | Félix Sánchez (DOM) | Marek Plawgo (POL) |

## Calendário
Todos os horários estão no horário local (UTC+9)
| Data         | Horário | Fase          |
| ------------ | ------- | ------------- |
| 25 de agosto | 20:45   | Eliminatórias |
| 26 de agosto | 21:45   | Semifinal     |
| 28 de agosto | 22:20   | Final         |

## Resultados

### Eliminatórias
Qualificação: Os 4 primeiros de cada bateria (Q) e os 4 melhores tempos (q) avançam para as semifinais.
| Pos. | Bateria | Atleta               | Nacionalidade          | Tempo   | Notas           |
| ---- | ------- | -------------------- | ---------------------- | ------- | --------------- |
| 1    | 5       | Félix Sánchez        | República Dominicana   | 48.70   | Q,              |
| 2    | 5       | Bershawn Jackson     | Estados Unidos         | 48.87   | Q               |
| 3    | 3       | Danny McFarlane      | Jamaica                | 48.91   | Q               |
| 4    | 5       | Kenji Narisako       | Japão                  | 48.92   | Q,              |
| 5    | 4       | Adam Kunkel          | Canadá                 | 49.03   | Q               |
| 6    | 3       | Kerron Clement       | Estados Unidos         | 49.07   | Q               |
| 7    | 3       | Javier Culson        | Porto Rico             | 49.09   | Q               |
| 8    | 4       | Periklis Iakovakis   | Grécia                 | 49.10   | Q               |
| 9    | 4       | Pieter de Villiers   | África do Sul          | 49.24   | Q               |
| 10   | 5       | Isa Phillips         | Jamaica                | 49.38   | Q               |
| 11   | 4       | Fadil Bellaabouss    | França                 | 49.51   | Q               |
| 12   | 2       | James Carter         | Estados Unidos         | 49.52   | Q               |
| 13   | 5       | Ibrahima Maïga       | Mali                   | 49.55   | q               |
| 14   | 4       | Jonathan Williams    | Belize                 | 49.61   | q               |
| 15   | 5       | Joseph Abraham       | Índia                  | 49.64   | q               |
| 16   | 1       | Derrick Williams     | Estados Unidos         | 49.65   | Q               |
| 17   | 1       | Marek Plawgo         | Polónia                | 49.66   | Q               |
| 17   | 1       | Meng Yan             | China                  | 49.66   | Q               |
| 17   | 3       | Edivaldo Monteiro    | Portugal               | 49.66   | Q               |
| 17   | 3       | Aleksandr Derevyagin | Rússia                 | 49.66   | q               |
| 21   | 2       | Bayano Kamani        | Panamá                 | 49.67   | Q               |
| 21   | 3       | Dai Tamesue          | Japão                  | 49.67   |                 |
| 23   | 1       | L. J. van Zyl        | África do Sul          | 49.71   |                 |
| 24   | 2       | Gianni Carabelli     | Itália                 | 49.81   | Q               |
| 25   | 2       | Yevgeniy Meleshenko  | Cazaquistão            | 49.94   | Q               |
| 26   | 3       | Dale Garland         | Grã-Bretanha           | 49.98   |                 |
| 27   | 2       | Kurt Couto           | Moçambique             | 50.06   |                 |
| 28   | 1       | Raphael Fernandes    | Brasil                 | 50.33   |                 |
| 29   | 2       | Masahira Yoshikata   | Japão                  | 50.59   |                 |
| 30   | 5       | José María Romera    | Espanha                | 50.82   |                 |
| 31   | 5       | Nawaz Haq            | Paquistão              | 51.72   | Recorde pessoal |
| 32   | 1       | Allan Ayala Acevedo  | Guatemala              | 52.26   |                 |
| 33   | 4       | Mowen Boino          | Papua-Nova Guiné       | 52.45   |                 |
| 34   | 1       | Jonnie Lowe          | Honduras               | 52.66   |                 |
| 99 ! | 1       | Naman Keïta          | França                 | 99.99 ! | DSQ             |
| 99 ! | 2       | Alwyn Myburgh        | África do Sul          | 99.99 ! | DNF             |
| 99 ! | 4       | Markino Buckley      | Jamaica                | 99.99 ! | DNF             |
| 99 ! | 4       | Ali Obaid Shirook    | Emirados Árabes Unidos | 99.99 ! | DNS             |

### Semifinal
Qualificação: Os 2 primeiros de cada bateria (Q) e os 2 melhores tempos (q) avançam para as finais.
| Pos. | Bateria | Atleta               | Nacionalidade        | Tempo   | Notas                |
| ---- | ------- | -------------------- | -------------------- | ------- | -------------------- |
| 1    | 1       | Marek Plawgo         | Polónia              | 48.18   | Q,                   |
| 2    | 1       | James Carter         | Estados Unidos       | 48.30   | Q                    |
| 3    | 1       | Danny McFarlane      | Jamaica              | 48.32   | q,                   |
| 4    | 2       | Félix Sánchez        | República Dominicana | 48.35   | Q,                   |
| 5    | 1       | Derrick Williams     | Estados Unidos       | 48.43   | q                    |
| 6    | 1       | Kenji Narisako       | Japão                | 48.44   | Recorde da temporada |
| 6    | 2       | Periklis Iakovakis   | Grécia               | 48.44   | Q                    |
| 8    | 3       | Kerron Clement       | Estados Unidos       | 48.60   | Q                    |
| 9    | 3       | Adam Kunkel          | Canadá               | 48.66   | Q                    |
| 10   | 2       | Bershawn Jackson     | Estados Unidos       | 48.95   |                      |
| 11   | 2       | Aleksandr Derevyagin | Rússia               | 49.11   | Recorde pessoal      |
| 12   | 3       | Bayano Kamani        | Panamá               | 49.13   |                      |
| 13   | 1       | Fadil Bellaabouss    | França               | 49.17   | Recorde pessoal      |
| 14   | 2       | Edivaldo Monteiro    | Portugal             | 49.31   | Recorde da temporada |
| 15   | 2       | Pieter de Villiers   | África do Sul        | 49.37   |                      |
| 16   | 3       | Isa Phillips         | Jamaica              | 49.47   |                      |
| 17   | 1       | Joseph Abraham       | Índia                | 49.51   | Recorde nacional     |
| 18   | 1       | Yevgeniy Meleshenko  | Cazaquistão          | 49.56   | Recorde da temporada |
| 19   | 2       | Javier Culson        | Porto Rico           | 49.64   |                      |
| 20   | 2       | Meng Yan             | China                | 49.70   |                      |
| 21   | 3       | Jonathan Williams    | Belize               | 49.77   |                      |
| 22   | 3       | Gianni Carabelli     | Itália               | 50.35   |                      |
| 23   | 3       | Ibrahima Maïga       | Mali                 | 51.24   |                      |
| 99 ! | 3       | Naman Keïta          | França               | 99.99 ! | DSQ                  |

### Final
A final ocorreu dia 28 de agosto às 22:20.
| Pos.              | Atleta             | Nacionalidade        | Tempo   | Notas                |
| ----------------- | ------------------ | -------------------- | ------- | -------------------- |
| Medalha de ouro   | Kerron Clement     | Estados Unidos       | 47.61   | Melhor marca do ano  |
| Medalha de prata  | Félix Sánchez      | República Dominicana | 48.01   | Recorde da temporada |
| Medalha de bronze | Marek Plawgo       | Polónia              | 48.12   | Recorde nacional     |
| 4                 | James Carter       | Estados Unidos       | 48.40   |                      |
| 5                 | Danny McFarlane    | Jamaica              | 48.59   |                      |
| 6                 | Periklis Iakovakis | Grécia               | 49.25   |                      |
| 7                 | Derrick Williams   | Estados Unidos       | 52.97   |                      |
| 99 !              | Adam Kunkel        | Canadá               | 99.99 ! | DNF                  |

Legenda
| Recorde mundial       | Recorde mundial (World record)               |                       | Recorde africano                      | Recorde africano (African) |                                           | Q | Classificado por posição (Qualified) |
| Recorde do campeonato | Recorde do campeonato (Championship record)  | Recorde da América    | Recorde da América (Americas)         | q                          | Classificado por melhor tempo (Qualified) |   |                                      |
| Melhor marca do ano   | Melhor marca do ano (World leading)          | Recorde asiático      | Recorde asiático (Asian)              | DNS                        | Não largou (Did not start)                |   |                                      |
| Recorde nacional      | Recorde nacional (National record)           | Recorde europeu       | Recorde europeu (European)            | DNF                        | Não terminou (Did not finish)             |   |                                      |
| Recorde pessoal       | Recorde pessoal do atleta (Personal best)    | Recorde da Oceania    | Recorde da Oceania (Oceania)          | DSQ / DQ                   | Desclassificado (Disqualified)            |   |                                      |
| Recorde da temporada  | Recorde da temporada do atleta (Season best) | Recorde sul-americano | Recorde sul-americano (South America) | NM                         | Sem marca (No mark)                       |   |                                      |